# Marienpsalter

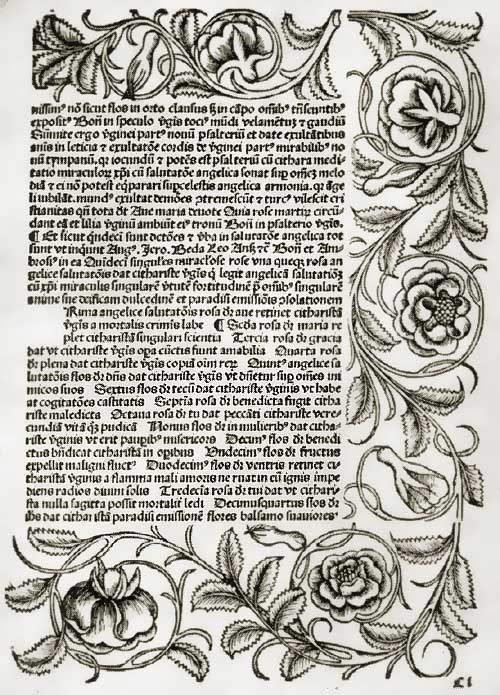
Seite mit Blumenornamenten

Der Marienpsalter ist eine Betrachtung zum Rosenkranz, die auf Alanus de Rupe zurückgeht. Die große Marienverehrung in dieser Zeit führte dazu, die Aneinanderreihung von 150 Gebeten (drei Reihen mit je 50 Sätzen) im Vaterunser durch die gleiche Anzahl Ave Mariae zu ergänzen. Der Marienpsalter war insbesondere bei den Zisterziensern und Kartäusern verbreitet.

## Beispiele
Marienpsalter aus Zinna
Der Marienpsalter von Zinna (Psalterium Novum Beatae Mariae Virginis) ist ein marianisches Stundenbuch und gilt als das älteste gedruckte Buch in Brandenburg. Die Inkunabel des Buchdruckers Hermannus Nitzschewitz stammt aus der Zeit um 1493. Nitzschewitz kam aus Trebbin, war zu dieser Zeit Kaplan und Protonotar in Frankfurt (Oder) und möglicherweise zuvor Mönch in Zinna. Das mit vielen Holzschnitten und mit breiten Blumenornamenten verzierte Werk wurde mit fürstlicher Unterstützung hergestellt. Ein Exemplar des Druckes kam 1992 zur Stadt- und Landesbibliothek Potsdam und ist dort das bedeutendste Stück unter den historischen Buchbeständen der Sammlung Brandenburgica. Dank einer Firmenspende konnte der Marienpsalter 2003 digitalisiert werden.
Weitere Beispiele
- Das Psalterium beatae mariae virginis wurde dem Philosophen und Theologen Bonaventura zugeschrieben.[2]
- Der Marienpsalter des Klosters Hermetschwil, Cod. membr. 65, 1515, wurde von Dorothea Schermann im Klarissenkloster Gnadental in Basel verfasst und ist auf den 1. Juli 1515 datiert.[3]
- Das Periodikum Der Marienpsalter erschien ab 1877 mindestens 60 Jahre lang.